# Djivan Gasparyan
Djivan Gasparyan (em arménio: Ջիվան Գասպարյան, Solag, Arménia, 12 de Outubro de 1928 – 6 de julho de 2021) foi um músico e compositor. Foi intérprete de duduk, um instrumento de sopro tradicional. Ele viajou o mundo tocando música folk da Armênia. Ele colaborou com artistas como Erkan Oğur, Sting, Peter Gabriel, Brian May, Lionel Richie, Derek Sherinian, Ludovico Einaudi, David Sylvian, Hans Zimmer, Andreas Vollenweider, entre outros. Gasparyan foi a pessoa mais velha a participar como artista em destaque no Festival da Eurovisão da Canção, quando foi a Oslo, em 2010 acompanhar Eva Rivas, na interpretação da canção "Apricot stone".

## Discografia
- I Will Not Be Sad in This World (All Saints Records, 1989)
- Moon Shines at Night (All Saints Records)
- Ask Me No Questions (Traditional Crossroads 4268, 1996)
- Apricots From Eden (Traditional Crossroads 4276, 1996)
- The Crow, soundtrack
- Black Rock, with Michael Brook (Realworld 46230, 1998)
- Djivan Gasparyan Quartet (Libra Music 1998)
- The Siege, soundtrack (1998)
- Eden Roc (Ludovico Einaudi, 1999)
- Heavenly Duduk (Network 1999)
- Dead Bees On A Cake, David Sylvian; (track 'Darkest Dreaming')
- Cosmopoly, as guest of Andreas Vollenweider (EDEL Records, SLG Records (USA/Canada)
- Armenian Fantasies (Network 34801, 2000)
- Gladiator (2000 soundtrack)
- Fuad, with Erkan Oğur (Traditional Turkish & Armenian songs) (2001)
- Blood of the Snake, Derek Sherinian (2006) (Gaspayran appears on the track "Prelude To Battle")
- RockPaperScissors, Michael Brook (EQR 0006, 2006)(Gaspayran appears on track "Pasadena part two")
- Pangea with Lian Ensemble (Houman Pourmehdi & Piraye Pourafar), Swapan Chaudhuri and Miroslav Tadić (Lian Records 118, 2006)
- The Soul of Armenia (Network Medien’s double-CD package 2008)
- Penumbra, with Michael Brook (Canadian Rational/bigHelium, 2008)